# Ferrovie della Valle del Lea
Le ferrovie della Valle del Lea sono una serie linee ferroviarie che collegano la Città di Londra e si diramano verso i sobborghi di Cheshunt, Chingford ed Enfield.

## Storia
Il primo tratto è stato aperto dalla Eastern Counties Railway il 20 giugno 1839 dal capolinea londinese di Devonshire Street fino a Romford; è stato poi esteso, il 1º luglio dell'anno successivo, da Devonshire Street a Bishopsgate e da Romford a Brentwood. La Northern & Eastern Railway ha aperto il suo primo tratto da questa linea da Stratford fino a Broxbourne il 15 settembre 1840, e poi fino a Harlow nel 1841; pur rimanendo un'entità separata, dal 1º gennaio 1844 la sua linea è stata affittata alla Eastern Counties Railway.
Enfield è stata raggiunta il 1º marzo 1849 dalla diramazione a binario unico che raggiungeva la stazione di Enfield Town, partendo da Angel Road (via Lower Edmonton). La Eastern Counties Railway è stata incorporata nella Great Eastern Railway nel 1862.
Nel 1872 la Great Eastern Railway ha costruito una linea più breve per Edmonton, che si dipanava da Bethnal Green e passante da Hackney Downs e Stoke Newington; la sezione passante da Seven Sisters e da Lower Edmonton, con una nuova stazione posta a un livello più alto adiacente alla vecchia stazione al livello inferiore, è stata inaugurata il 22 luglio. Contemporaneamente la linea da lì a Enfield è stata raddoppiata.
La linea tra Angel Road e Lower Edmonton è stata chiusa ai treni passeggeri nel 1939, a eccezione di occasionali deviazioni durante il periodo degli anni cinquanta, quando il resto della rete locale era in fase di elettrificazione; la linea è stata chiusa completamente nel 1964 e i binari sono stati rimossi poco dopo.
La diramazione per Chingford che, a partire dal 1870, collegava Lea Bridge a Walthamstow Shern Hall Street, è stata estesa nel 1872 verso sud fino a Hackney Downs e nel 1873 verso nord fino a Chingford.
La sezione finale collegava Lower Edmonton sul ramo di Enfield via Churchbury (poi Southbury) con Cheshunt, è stata aperta il 1º ottobre 1891.
Nei pressi di Clapton è stata proposta una stazione chiamata Queens Road, ma non è stata mai aperta.
I lavori di elettrificazione delle linee per Cheshunt (via Seven Sisters), della linea per Chingford, nonché della linea per Enfield Town sono stati completati nel 1960. La linea per Cheshunt (via Tottenham Hale) è stata elettrificata solo nel 1969; fino ad allora ha utilizzato gli autotreni della Classe 125 della British Rail.

## Traffico
Dal 31 maggio 2015, le tratte ferroviarie sono percorse dai servizi suburbani erogati da London Overground sulle relazioni che da Liverpool Street portano a Chesunt (via Southbury), a Chingford e a Enfield Town, nonché dai servizi a lunga percorrenza e dai servizi del Stansted Express erogati da Greater Anglia sulla relazione Liverpool Street-Chesunt (via Tottenham Hale).

## Caratteristiche
Le linee sono a doppio binario per la maggior parte della loro lunghezza, ma tra Hackney Downs e Liverpool Street sono a più binari: le linee suburbane per i treni che fermano a Bethnal Green, Cambridge Heath e London Fields e le Main Lines per i servizi non-stop West Anglia/Stansted Express.
Nelle tratte le linee aeree erogano una tensione di 25 kV AC a frequenza di 50 Hz.
Generalmente la velocità massima consentita è tra i 60 e i 120 km/h, fuoché nella tratta tra Cheshunt e il bivio di Coppermill, dove è di 95-135 km/h.
Le diverse sezioni presentano differenti sagome limite: la maggior parte è W8, mentre sulle diramazioni per Enfield Town e Chingford è W6 e sulla diramazione per Stratford W9.

## Percorso
| Unknown route-map component "tCONTgq" | Unknown route-map component "tXBHF-Rq" | Unknown route-map component "tCONTfq" |  |

| Unknown route-map component "utCONTgq" | Unknown route-map component "XPLT" + Unknown route-map component "utBHFq" | Unknown route-map component "utCONTfq" |  |

| Unknown route-map component "KXBHFa-G" |

| Unknown route-map component "eBHF" |

| Unknown route-map component "CONTgq" | Unknown route-map component "KRZoxr" | Unknown route-map component "CONTfq" |  |

| Stop on track |

| Unknown route-map component "CONTgq" | Unknown route-map component "ABZgr" |  |  |

| Stop on track |

| Transverse water | Unknown route-map component "hKRZWae" | Transverse water |  |

| Stop on track |

| Stop on track |

| Unknown route-map component "CONTgq" | Unknown route-map component "ABZgr" |  |  |

| Stop on track |

| Stop on track |

| Stop on track |

| Unknown route-map component "CONTgq" | Unknown route-map component "KRZo+r" | Unknown route-map component "CONTfq" |  |

| Unknown route-map component "utCONTgq" | Unknown route-map component "mKRZt" | Unknown route-map component "XPLTa" + Unknown route-map component "utHSTq" | Unknown route-map component "utCONTfq" |

|  | Unknown route-map component "XPLTaq" + Station on track | Unknown route-map component "XPLTr" |  |

| Stop on track |

| Stop on track |

| Unknown route-map component "exCONTgq" | Unknown route-map component "eABZg+r" |  |  |

| Unknown route-map component "CONTgq" | Unknown route-map component "ABZgr" |  |  |

| Stop on track |

| End station |

| Continuation backward |

| Stop on track |

| Unknown route-map component "exCONTgq" | Unknown route-map component "eABZg+r" |  |  |

|  | Unknown route-map component "ABZgl" | Unknown route-map component "CONTfq" |  |

| Stop on track |

| Unknown route-map component "eHST" |

| Stop on track |

| Unknown route-map component "SKRZ-Bo" |

| Stop on track |

| Unknown route-map component "CONTgq" | Unknown route-map component "ABZg+r" |  |  |

| Station on track |

| Continuation forward |

| Continuation backward |

| Stop on track |

| Unknown route-map component "ABZgl" | Unknown route-map component "CONTfq" |

| Stop on track |

| Small non-passenger station on track |

| Unknown route-map component "CONTgq" | Unknown route-map component "KRZl" + Unknown route-map component "KRZo+xlr" + Unknown route-map component "KRZo" | Unknown route-map component "CONTfq" |  |

| Stop on track |

| Unknown route-map component "CONT3+l" | Unknown route-map component "GRZa" + Stop on transverse track | Unknown route-map component "KRZo" | Unknown route-map component "CONT1+r" |  |  |

| Unknown route-map component "GRZ" + Unknown route-map component "WALK" | Straight track | Unknown route-map component "utLCONTg" |  |

| Unknown route-map component "GRZl" | Unknown route-map component "GRZeq" + Unknown route-map component "XBHF-L" | Unknown route-map component "utKXBHFe-R" |  |

| Stop on track |

| Stop on track |

| Unknown route-map component "ABZgl" | Unknown route-map component "KDSTeq" |

| End station |

|  | Unknown route-map component "+d" + Continuation backward |

|  | Unknown route-map component "d" + Unknown route-map component "uLSTR+4" | Unknown route-map component "d" + Straight track | Unknown route-map component "d" + Unknown route-map component "CONTl+f" |  |  |

|  | Unknown route-map component "uv-BHF-L" | Unknown route-map component "vBHF-KBHFe-R" |  |  |

|  | Unknown route-map component "d" + Unknown route-map component "uLSTRl" | Unknown route-map component "d" + Straight track | Unknown route-map component "d" + Unknown route-map component "uLSTRq" |  |  |

| + Unknown route-map component "CONTgq" | Unknown route-map component "+d" + Unknown route-map component "ABZgr" |  |

| Unknown route-map component "d" | + Unknown route-map component "CONTgq" | + Unknown route-map component "KRZo" | + Unknown route-map component "CONTf@Fq" |  |

|  | Unknown route-map component "+d" + Stop on track |

| Unknown route-map component "d" | + Unknown route-map component "CONTgq" | + Unknown route-map component "exKRWgr+r" + Unknown route-map component "KRZu+l" | + Unknown route-map component "CONTf@Fq" |  |

|  | Unknown route-map component "+d" + Continuation forward |

| Continuation backward |

| Unknown route-map component "eHST" |

| Unknown route-map component "CONTgq" | Unknown route-map component "xABZgr" |  |  |

| Unknown route-map component "exHST" |

|  | Unknown route-map component "xABZg+l" | Unknown route-map component "CONTfq" |  |

| Unknown route-map component "CONTgq" | Unknown route-map component "ABZgr" |  |  |

| Stop on track |

| Continuation forward |